# Яропольская волость
Яропольская волость — волость в составе Волоколамского уезда Московской губернии. Существовала до 1929 года. Центром волости было село Ярополец.
Под данным 1890 года в волости проживало 3942 чел. В селе Ярополец размещались волостное правление, камера мирового судьи, почтовая станция и земское училище; в селе Спасском — квартира полицейского урядника и земское училище. Также земские училища были в деревнях Львово, Мусино, Ханево и селе Суворово.
В 1920 году в Яропольце при помощи В. И. Ленина была открыта первая в России сельская ГЭС. Благодаря ей Яропольская волость стала первой в стране электрифицированной волостью.
По данным 1922 года в Яропольской волости было 15 сельсоветов: Гусевский, Ильинский, Исаковский, Львовский, Мало-Сырковский, Мусинский, Парфеньковский, Петровский, Путятинский, Спасский, Суворовский, Шиловский, Шишковский, Юркинский и Ярополецкий. В 1924 году были образованы Алферьевский, Владычинский, Захарьинский, Кашинский, Масленниковский, Новинковский и Ханевский с/с. В 1925 году Гусевский с/с был переименован в Гарутинский, Петровский — в Ревинский, Исаковский — в Больше-Исаковский, Путятинский — в Щёкинский. В 1926 году Ревинский с/с был переименован в Петровский, а Гарутинский — в Гарутин-Гусевский. В 1927 году Гарутин-Гусевский с/с был разделён на Гарутинский и Гусевский с/с; были образованы Путятинский и Телегинский с/с. В 1929 году Юркинский с/с был переименован Больше-Сырковский, а Масленниковский — в Козловский.
В ходе реформы административно-территориального деления СССР в 1929 году Яропольская волость была упразднена, а её территория вошла в состав Волоколамского района.